# Curinus coeruleus
Curinus coeruleus är en skalbaggsart som först beskrevs av Étienne Mulsant 1850.  Curinus coeruleus ingår i släktet Curinus och familjen nyckelpigor. Inga underarter finns listade i Catalogue of Life.

## Bildgalleri

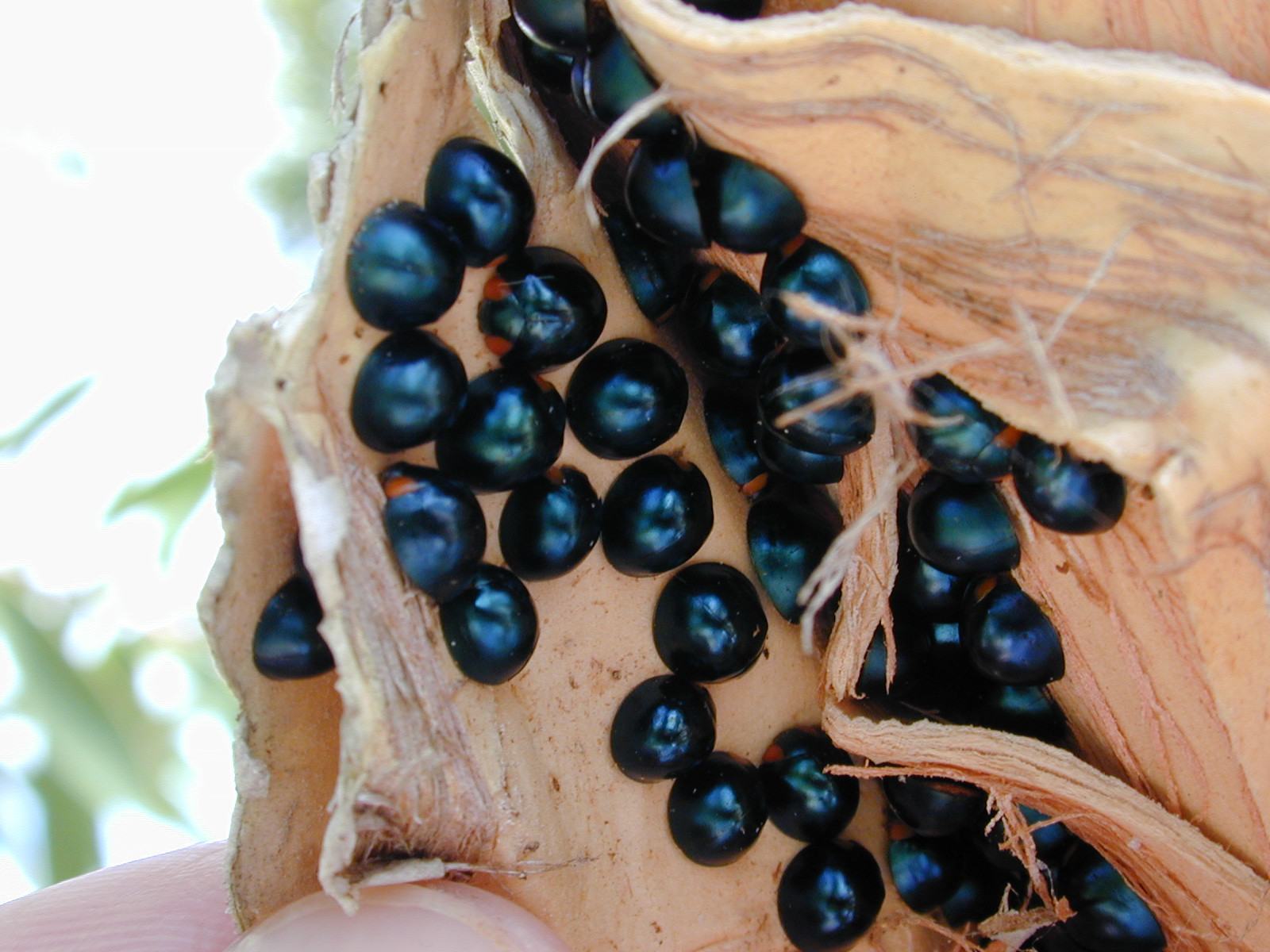
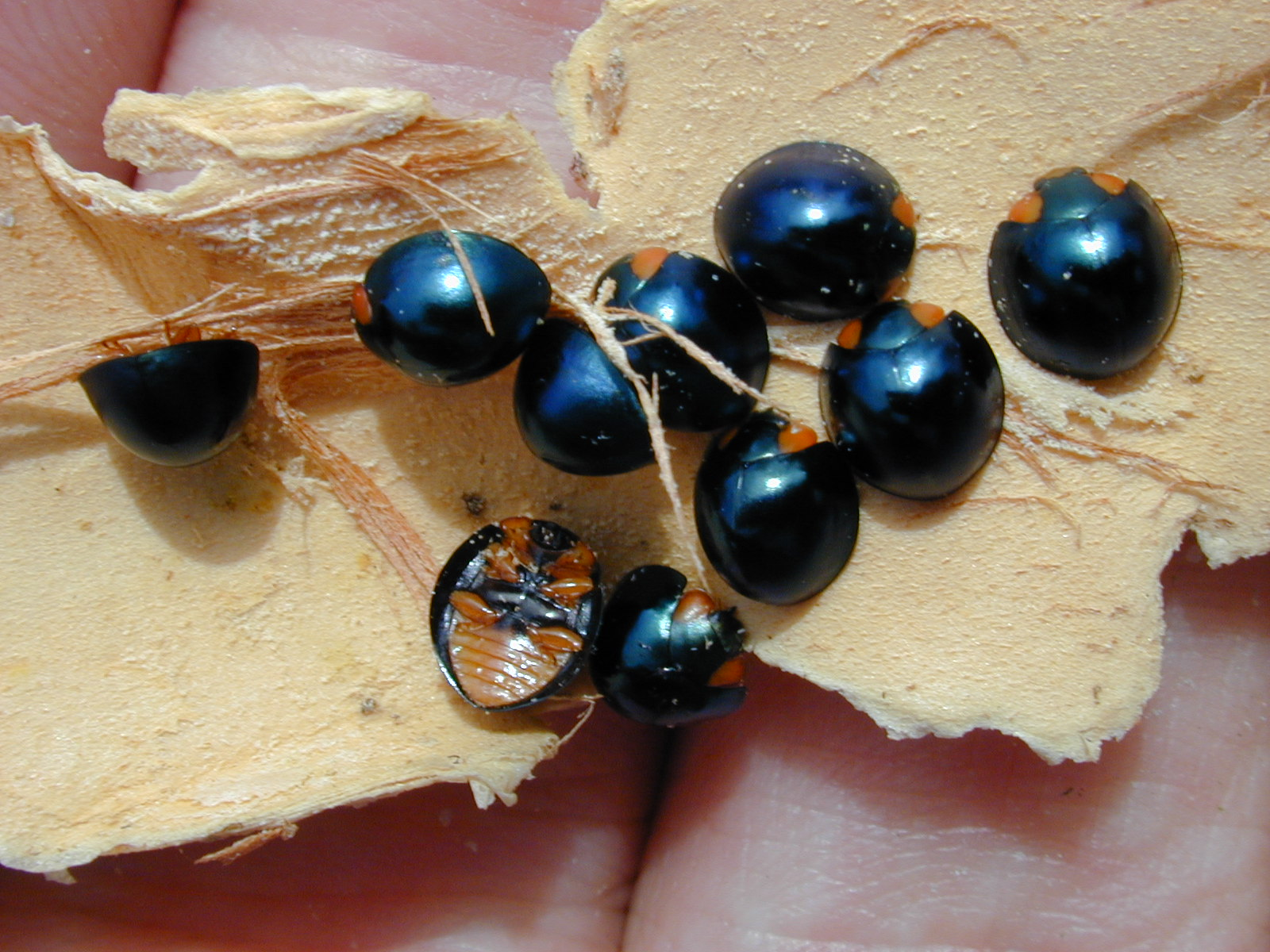
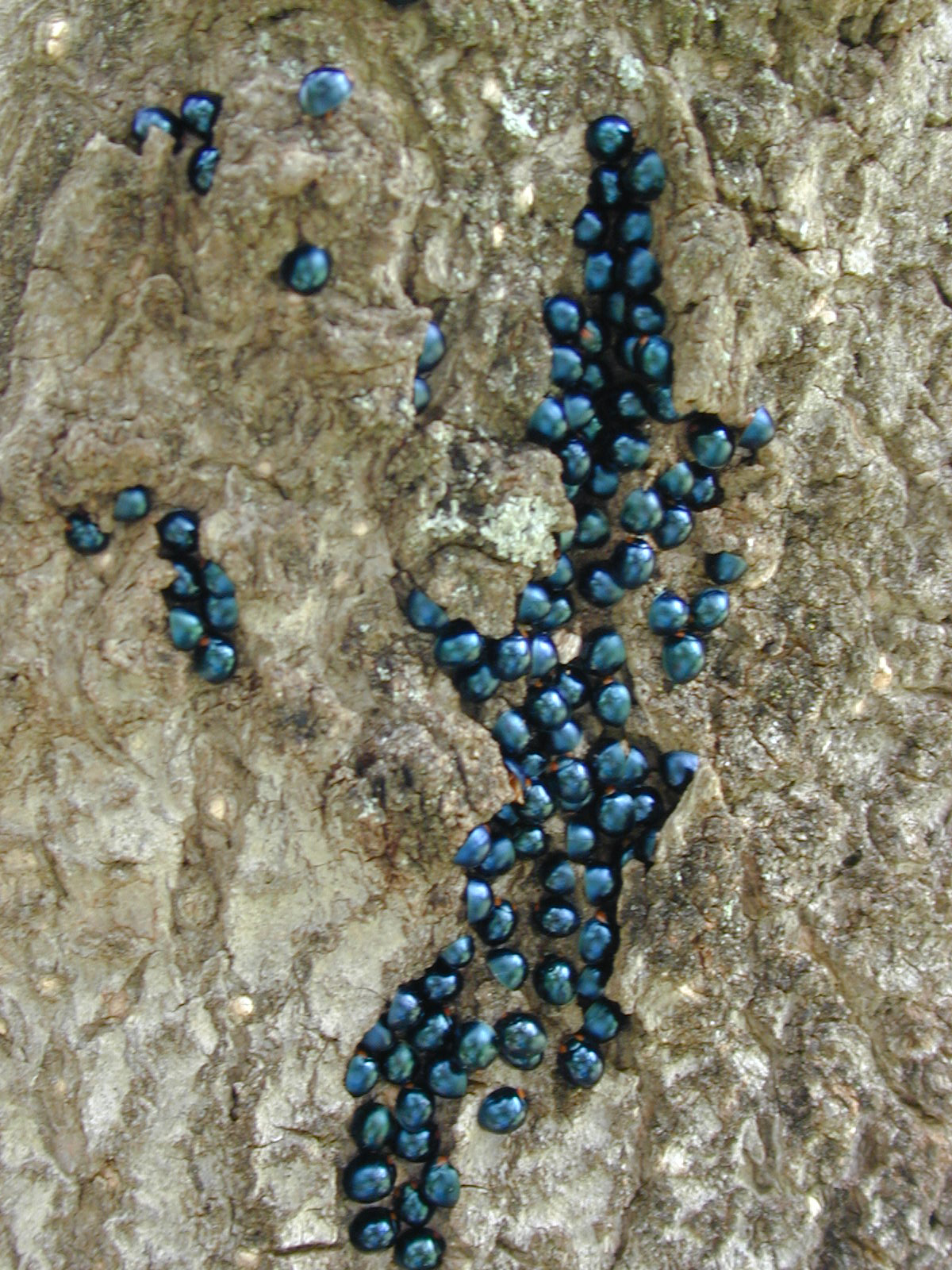
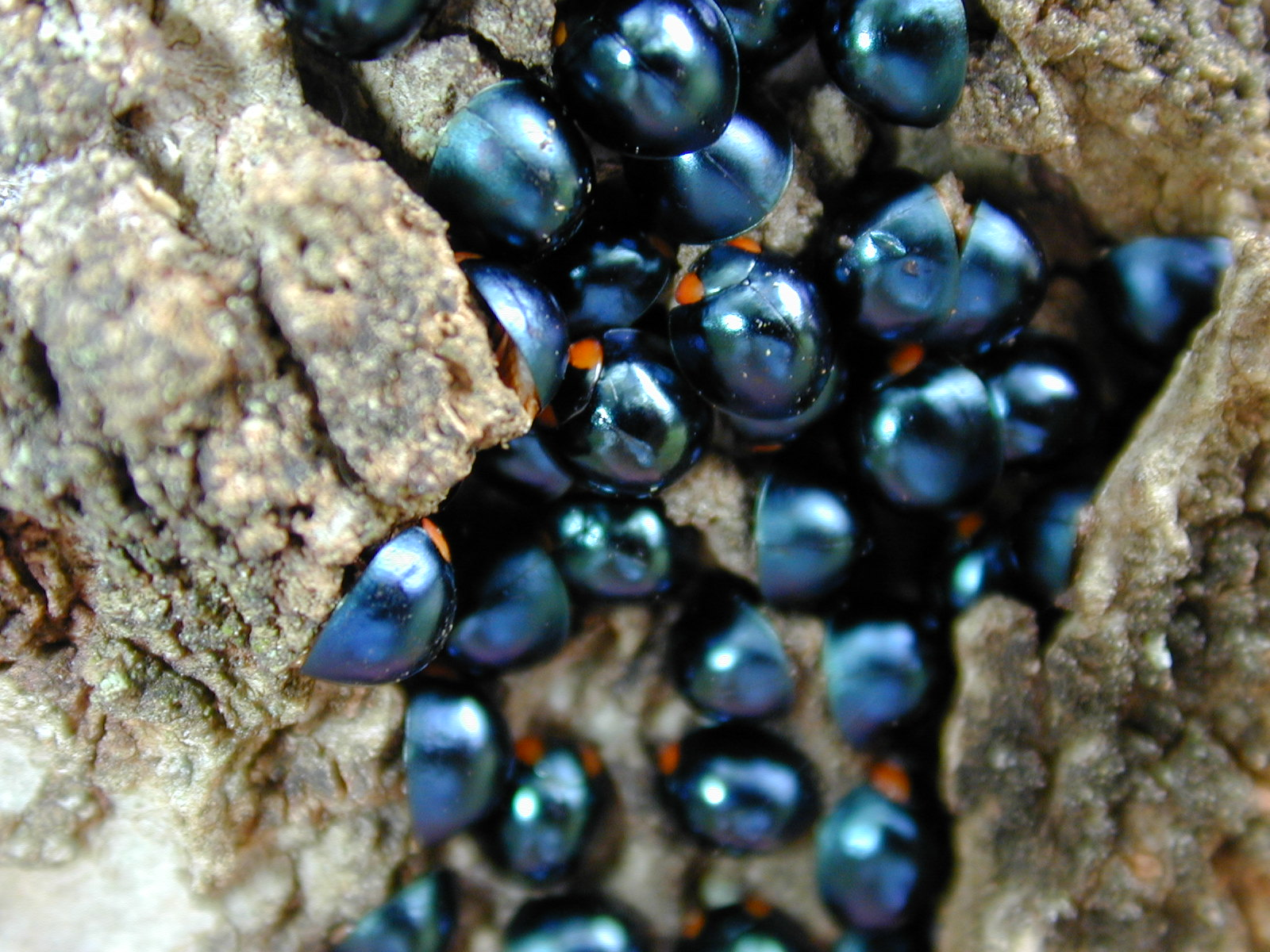